# 高木ミンク
株式会社高木ミンク（英: TAKAGI MINK CO.,LTD.）は、岐阜県養老郡に本社を置く毛皮製品の製造・卸売を行う企業である。 ヨーロッパ、アメリカ等から原材料を購入、日本・中国の工場にて製造し、 日本全国のアパレルメーカーや卸業者への販売、天然石の販売なども行っている。

## 概要
江戸時代後期創業。現在、岐阜県養老郡養老町に本社を構える。東京・横浜・神戸などの主要都市に支店・工場・倉庫を設け（全9ヶ所）、毛皮製品の製造・販売などを行っている。また、バスツアーのお客様を迎え、工場の見学やムートン製品の案内なども行っている。近年はネット事業に注力し、ネットショップにて本革のバッグや財布、ムートンやファー小物を販売している。2020年（令和2年）に、新型コロナウイルス感染症拡大防止のため、裁縫技術を活かしてマスクの製造販売も開始。

## 沿革
- 江戸時代後期 - 養老町にて創業
- 1943年（昭和18年） - 三代前の社長就任
- 1973年（昭和48年2月） - 先々代社長就任
- 1983年（昭和58年） - 高木徳松商店より高木ミンクに社名変更
- 2002年（平成14年9月） - 先代社長就任
- 2003年（平成15年1月） - 東京支店開設
- 2004年（平成16年3月） - 中国自社工場開設
- 2005年（平成17年8月） - 株式会社へ組織変更、デリバリーセンター開設
- 2007年（平成19年6月） - 本社・工場移転、福島支店・工場開設
- 2009年（平成21年4月） - 神戸支店開設
- 2012年（平成24年7月） - 草津支店・工場開設
- 2013年（平成25年3月） - 横浜支店・工場開設
- 2015年（平成27年7月） - 福山支店・工場開設
- 2016年（平成28年1月） - 東京支店移転
- 2020年（令和2年） - 大垣倉庫開設
- 2021年（令和3年） - 現社長就任

## 事業所一覧
- 本社

岐阜県養老郡養老町飯田1372
- 福島支店・工場

岐福島県西白河郡矢吹町赤沢455-2
- 東京支店

東京都新宿区市谷本村町2-5 AD市ヶ谷ビル 6F
- 横浜支店・工場

神奈川県横浜市旭区上川井町272
- 大垣倉庫

岐阜県大垣市外渕 2-118-1
- デリバリーセンター

岐阜県養老郡養老町三神町538-2
- 草津支店・工場

滋賀県草津市岡本町1371
- 神戸支店

兵庫県神戸市中央区磯辺通3-2-11
- 福山支店・工場

広島県福山市卸町3-5
中国工場
- 高木ミンク上海工場(中国名:桐乡森王皮草有限公司)

浙江省桐乡市崇福经济开发区二期工业园区

## JFAファーデザインコンテストに参加
高木ミンクは毎年開催される一般社団法人日本毛皮協会主催のJFAファーデザインコンテストに制作協力会社として参加している。
過去の受賞歴
- 2013年（平成25年） - 入選
- 2014年（平成26年） - 入選
- 2015年（平成27年） - 入選
- 2017年（平成29年） - コペンハーゲン・ファー賞
- 2018年（平成30年） - 入選
- 2019年（令和元年） - コペンハーゲン・ファー賞　/　サガ・ファー賞
- 2020年（令和2年） - 優秀賞　/　サガ・ファー賞

## 毎年のイルミネーション
高木ミンク本社では毎年クリスマスシーズンにイルミネーションの飾りつけを行っている。
2020年（令和2年）には毎年のイルミネーションに加え、初めてプロジェクションマッピングの作成、投影も行う。

## じゅうろくSDGs私募債『つながるこころ』に賛同
株式会社十六銀行による、じゅうろくSDGs私募債『つながるこころ』とは、「SDGsの趣旨」と「SDGs私募債の取組み」に賛同した企業が私募債を発行することで、SDGsに資する学校や病院・団体等へ物品や金員の寄贈・寄付が行われ、企業の資金調達とSDGsに対する活動を同時に支援する仕組み。高木ミンクは2020年（令和2年）12月25日に、この私募債を発行。寄付先は岐阜県立大垣商業高等学校。